# Tzicatlacoyan
Tzicatlacoyan là một đô thị thuộc bang Puebla, México. Năm 2005, dân số của đô thị này là 5758 người.